# ゴチャ・まぜっ!火曜日 (2005年から2006年まで)
『ゴチャ・まぜっ!火曜日』（ごちゃまぜかようび）は、毎日放送（MBSラジオ）で放送されていたラジオ番組。
本項では2005年から2006年にかけて毎週火曜に放送された『ゴチャ・まぜっ!火曜日』ついて記載する。他の時期に放送された内容についてはゴチャ・まぜっ!火曜日 (2006年から2009年まで)もしくはゴチャ・まぜっ!火曜日 (2011年から2014年まで)を参照のこと。

## 概要
本項を含めすべての記述の放送日はあくまで暦日で表記しているため、注意のこと。
2005年秋に帯番組としてスタートしたラジオ番組『ゴチャ・まぜっ!』の火曜日である『ゴチャ・まぜっ! 火曜日』として、2005年10月5日に番組スタート。
出演者にはかつて同局で放送されていたラジオ番組『オレたちやってま〜す』に出演していた極楽とんぼや、2005年9月まで同局で放送されていた『シャカリキ!難波ブラザーズ』のキングコングが起用された。
しかし極楽とんぼは2006年7月に発生した山本圭一の不祥事により降板。3ヶ月後の10月4日放送回をもって他の出演者も降板し、番組内容は内容に大幅にリニューアルされることとなった。

## 放送時間
- 2006年4月5日 - 10月4日:水曜日0時00分 - 1時00分（火曜深夜）
- 2005年10月5日 - 2006年3月29日:水曜日1時00分 - 2時00分

## 出演者
最終回時の出演者
- キングコング（西野亮廣・梶原雄太）
- イシバシハザマ（石橋尊久・硲 陽平）
- 野中藍

| 放送期間      | 放送期間      | 出演者                             | 出演者                            | 出演者 | 出演者     |
| ------------- | ------------- | ---------------------------------- | --------------------------------- | ------ | ---------- |
| 2005年10月5日 | 2006年4月5日  | 極楽とんぼ (加藤浩次・山本圭一)    | キングコング (西野亮廣・梶原雄太) |        | 桜井すみれ |
| 2006年4月12日 | 2006年7月12日 | 極楽とんぼ (加藤浩次・山本圭一)    | キングコング (西野亮廣・梶原雄太) | 野中藍 |            |
| 2006年7月26日 |               |                                    | キングコング (西野亮廣・梶原雄太) | 野中藍 |            |
| 2006年8月2日  | 2006年10月4日 | イシバシハザマ (石橋尊久・硲 陽平) | キングコング (西野亮廣・梶原雄太) | 野中藍 |            |

## コーナー
オープニング謎かけラップ
番組開始時にキングコング西野が謎かけラップを行う。内容はリスナーから募集していた。
ゴチャ・まぜっ!川柳
リスナーから送られてきた上の句・中の句・下の句を出演者がそれぞれランダムに発表し、繋げて1つの川柳にするコーナー。
一匹狼梶五郎
イシバシハザマ硲が持ち込んだ時代劇舞台「一匹狼梶五郎」の台本を読み合わせするラジオドラマのコーナー。
メール紹介 ← ゴチャ・まぜっ!質問箱
いわゆるふつうのお便りを紹介するコーナー。極楽とんぼ山本が名付け親であったことから、極楽とんぼ降板と同時に「メール紹介」に改題された。
野中藍のポーン
野中が博多弁で近況を報告するコーナー。リスナーからの投稿で、野中が極楽とんぼやキングコングに比べて発言の機会が少ないと指摘されたため作られた。野中の『水曜日』ミニコーナー枠移動の際に、このコーナーも引き継がれた。
圭一・藍の愛の劇場 ← 圭一・すみれの愛の劇場
極楽とんぼ山本と野中もしくは桜井が、リスナーから送られた設定とキーワードを元に、恋愛のアドリブ芝居をするコーナー。
極楽とんぼ降板と同時に終了。

## 話題

### 極楽とんぼ降板
2006年7月18日に山本が不祥事により所属事務所を解雇されたため、19日未明の放送分は放送中止となり、代替番組として『カーペンターズ特集』を放送。山本はそのまま降板となり、加藤も翌週26日放送分（20日収録）への出演を辞退した。その後「2人でやってきたので気分が盛り上がらない」との理由で以後の出演も辞退し、8月2日放送分で加藤の番組長期休養が発表された。以後加藤が出演することは無く、2006年8月2日放送分より、極楽とんぼに代わりイシバシハザマがレギュラーゲストとして出演した。
加藤はその後MBSラジオの番組には出演していなかったが、7年後の2013年4月21日より『まだまだゴチャ・まぜっ!!〜集まれヤンヤン〜』にてゴチャ・まぜっ!に復帰。番組中で加藤は「MBSラジオにはコンビで戻ってこようと思っていたが、コンビに戻れない空気なので1人で戻ってきた」と語った。

### その他
- 番組エンディング曲には西野亮廣とおかめシスターズの「逢いたくて五反田」が使用された。
- 極楽とんぼとしては久しぶりの毎日放送ラジオへの出演となった。その際に『ゴチャ・まぜっ!』出演を理由にネットラジオ『おしゃべりやってまーす月曜日』を降板している。
- 番組第1回放送において、極楽とんぼは『オレたちやってま〜す』の、加藤単独では『オレたちのヒロイン』の終了以降毎日放送ラジオの番組に出演禁止になっていたと加藤が告白している。ただし毎日放送ラジオ出演禁止期間中に出演していた「おしゃべりやってまーす」は、当時一ツ橋にあった毎日放送東京支社内のスタジオで収録していたため、毎日放送東京支社には出入りしていた。
- お笑い芸人2組＝4人に女性1人という組み合わせのため、女性出演者の発言する機会が少ない事がリスナーからの投稿で指摘されていた。ただし極楽とんぼ加藤は「そんなことはない」とこれに反論している。
- 2006年5月18日放送分にて、2006 FIFAワールドカップでの日本代表の成績予想の賭けが行われた。極楽とんぼ山本が見事に0勝2敗1分を当て、予想を外した他の4人は、同年7月12日放送分にて罰ゲームとして顔拓を取りリスナープレゼントとした。なお翌週放送前に山本が不祥事を起こし極楽とんぼも降板したが、顔拓プレゼントがどうなったかについては触れられていない。
- 2007年8月25日に放送された『金曜JUNK2 加藤浩次の吠え魂』（TBSラジオ）にはキングコングがゲスト出演。3人で本番組を振り返り、加藤が「あのラジオ謝罪で終わっている（実際には放送中でコメントを出していない）」と語り、リスナーからの希望でキングコング西野がオープニング謎かけラップを披露した。